# Béla Leffler
Béla Leffler, född 28 oktober 1887 i Budapest, död 8 november 1936 i Stockholm, var en ungersk publicist. 

## Biografi
Leffler studerade 1905–09 i Budapest samt därefter vid flera tyska universitet och promoverades till filosofie doktor. Han var 1909–18 lärare vid högre latinläroverket i Nyíregyháza och medarbetare i flera ungerska tidningar och tidskrifter, blev 1918 lektor i svenska språket och litteraturen vid universitetet i Debrecen och 1921 pressattaché vid ungerska legationen i Stockholm. 
Leffler, som var gift med en svenska, verkade flitigt för att göra Sverige och svensk litteratur kända i Ungern. Han skrev bland annat essäer på ungerska om Carl Michael Bellman (1909) och nyare svensk lyrik (1923) samt översatte till ungerska flera arbeten av bland andra August Strindberg, Selma Lagerlöf och Verner von Heidenstam samt utgav i Sverige Ungersk lyrik (1922), Ungern i kultur och historia (tillsammans med Pierre Backman, 1924), Ungersk konst (1928) och Ungerska noveller (med förord av Fredrik Böök, 1932).